# Judo na Igrzyskach Azji Wschodniej 2001
Turniej judo na igrzyskach Azji Wschodniej w 2001 rozegrano w Osace w dniach 24 - 27 maja, na terenie "Osaka Prefectural Gymnasium".

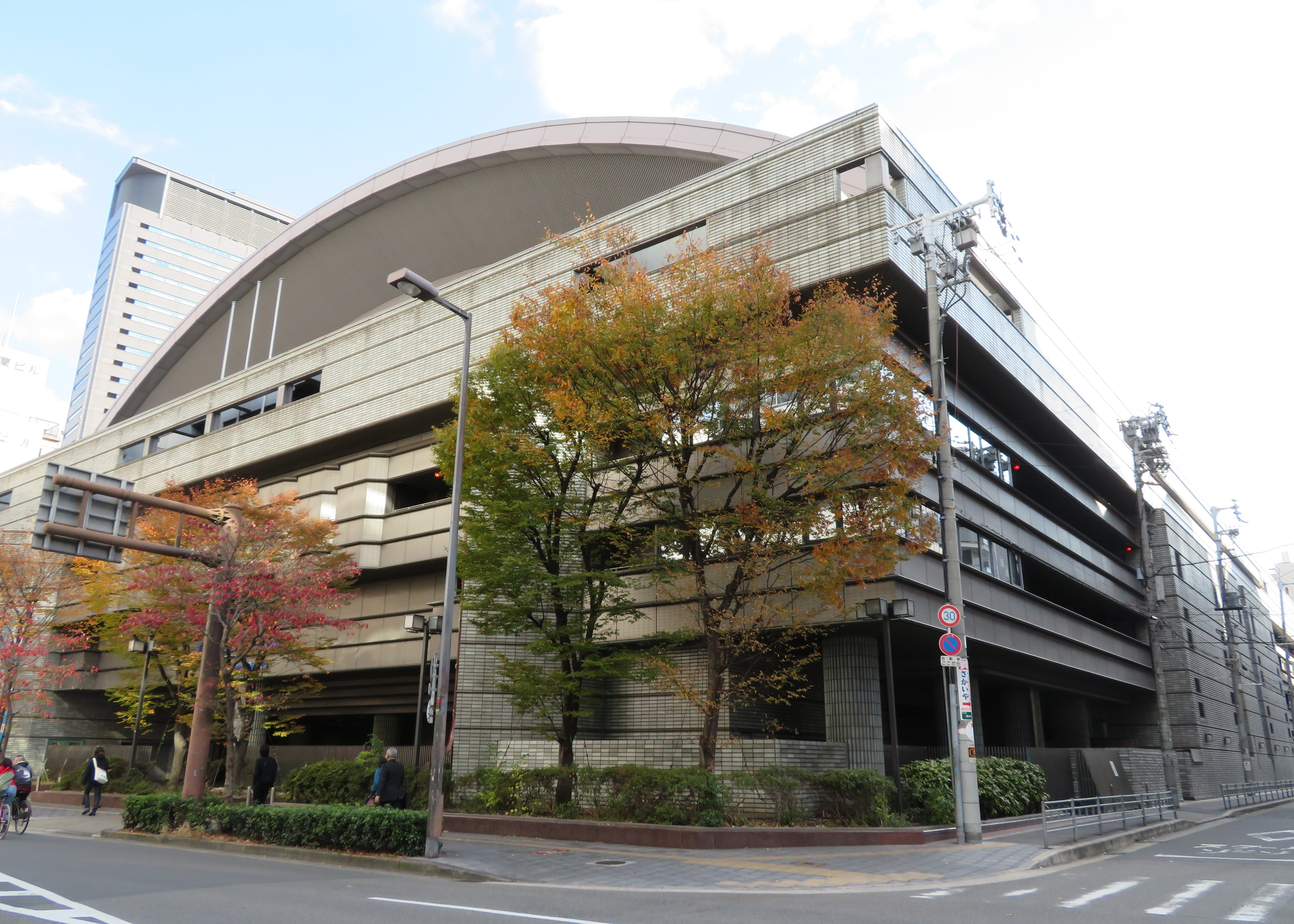
Prefectural Gymnasium

## Tabela medalowa
| Poz.  | Państwo          |    |    |    | Łącznie |
| ----- | ---------------- | -- | -- | -- | ------- |
| 1.    | Japonia          | 6  | 4  | 4  | 14      |
| 2.    | Korea Południowa | 5  | 5  | 4  | 14      |
| 3.    | Chiny            | 5  | 3  | 5  | 13      |
| 4.    | Kazachstan       | 0  | 2  | 5  | 7       |
| 5.    | Chińskie Tajpej  | 0  | 2  | 4  | 6       |
| 6.    | Mongolia         | 0  | 0  | 5  | 5       |
| 7.    | Australia        | 0  | 0  | 4  | 4       |
| Razem | Razem            | 16 | 16 | 31 | 63      |

## Mężczyźni
| Waga    | Złoto:             | Srebro:         | Brąz:               | Brąz:                |
| 60 kg   | Minoru Konegawa    | Jung Bu-kyung   | Bazarbiek Donbaj    | Ko Chen-yu           |
| 66 kg   | Tomoo Torii        | Ivan Baglayev   | Zhang Guangjun      | Kim Hyung-ju         |
| 73 kg   | Min Sung-ho        | Yūsuke Kanamaru | Sagdat Sadykov      | Damdiny Süldbajar    |
| 81 kg   | Cho In-chul        | Chen Chang-ning | Xiao Deqiang        | Ryūichi Murata       |
| 90 kg   | Yoon Dong-sik      | Yūta Yazaki     | Siergiej Szakimow   | Xu Zhiming           |
| 100 kg  | Jang Sung-ho       | Ao Tegen        | Tomokazu Inoue      | Martin Kelly         |
| +100 kg | Tatsuhiro Muramoto | Kang Byung-jin  | Wiaczesław Bierduta | Batjargal Ganbat     |
| Open    | Hiroaki Takahashi  | Pan Song        | Martin Kelly        | Jełdos Ichsangalijew |

## Kobiety
| Waga   | Złoto:        | Srebro:          | Brąz:                | Brąz:                    |
| 48 kg  | Zhao Shunxin  | Kim Young-ran    | Oleya Meiramgaliyeva | Chiho Hamano             |
| 52 kg  | Yuki Yokosawa | Li Ying          | Lee Eun-hee          | Pei Chun-shih            |
| 57 kg  | Noriko Mogi   | Kang Sin-young   | Shen Jun             | Chiszigbatyn Erdenet-Od  |
| 63 kg  | Li Shufang    | Lee Bok-hee      | Carly Dixon          | Wang Chin-fang           |
| 70 kg  | Song Jianfeng | Sagat Äbykiejewa | Catherine Arlove     | Kim Mi-jung              |
| 78 kg  | Lee So-yeon   | Mizuho Matsuzaki | Yin Yufeng           | ----                     |
| +78 kg | Yuan Hua      | Lee Hsiao-hung   | Midori Shintani      | Erdene-Ocziryn Dolgormaa |
| Open   | Sun Fuming    | Mayumi Yamashita | Lee Hsiao-hung       | Choi Sook-ie             |